# کیم جونگ وو
کیم جونگ وو (انگلیسی: Kim Jung-woo؛ زادهٔ ۹ مهٔ ۱۹۸۲) یک بازیکن فوتبال اهل کره جنوبی است.
وی همچنین در تیم‌های ملی فوتبال کره جنوبی کره جنوبی کره جنوبی بازی کرده‌است.